# Estonci
Estonci (est. eestlased, prethodno maarahvas) ili Esti su ugrofinski narod, koji pretežno živi u Estoniji. Zbog prisilnog raseljavanja od 1940. do 1945. i doseljavanja slavenskog (ruskog) stanovništva udio Estonaca se smanjio od 1945. do 1989. s 95% na 62%. Danas čine oko 65% stanovništva Estonije. Estonci su najčešće luterani ili su nereligiozni, a govore estonskim jezikom i pišu latinicom.
Estonaca ukupno ima oko 1,100,000, od toga u Estoniji živi 922.398. U ostalim državama Estonaca ima u SAD (29.000), Rusiji (28.000), Švedskoj (26.000), kanadi (22.000), Finskoj (20.000), Australiji (6.300), Njemačkoj (5.000), dok ih u UK, Ukrajini, Latviji i Irskoj ima manji broj.